# Omar Gatlato
Pour plus de détails, voir Fiche technique et Distribution.
Omar Gatlato (en arabe : عمر قتلتوا الرجلة) est une comédie algérienne de Merzak Allouache sortie en 1976.
Réalisé pendant la présidence de Boumediene (qui a dirigé l'Algérie de 1965 à 1978) et ayant suivi le Choc pétrolier de 1973, Omar Gatlato a profondément transformé le cinéma algérien, en le rendant plus libre, créatif et ancré dans la réalité. Depuis l'indépendance en 1962, les réalisateurs, dépendants des subventions de l'État algérien, produisaient principalement des œuvres à caractère nationaliste.
Au milieu des années 1970, une nouvelle vague de réalisateurs, influencée par les comédies italiennes et surtout par la Nouvelle Vague du cinéma Français , a renversé cette tendance. C'est dans ce climat de grands bouleversements que Merzak Allouache a rédigé son premier scénario, Gatlato,,.

## Synopsis
Le film raconte la vie quotidienne de Omar, un jeune fonctionnaire algérien à Alger, la capitale d'une Algérie post indépendance ou la virilité au sens sociologique lui colle à la peau (Radjla), petit employé, Don Juan, hâbleur et pourtant timide; entre l'appartement surpeuplé où il vit, son bureau, sa musique préférée, sa passion pour une voix inconnue. Qu'on surnomme "Gatlato" à cause de ses attitudes "radjla" (on dit que la "radjla" le tue, "gatlato er-radjla", d'où "gatlato") est un jeune qui habite une cité de Climat de France, un quartier sur les hauteurs de Bab El-Oued.
Omar travaille au Service des Fraudes, parfois il effectue des descentes inopinées contre les trafiquants d'or et de bijoux: le plus souvent il participe au contrôle routinier des bijouteries. Omar Gatlato a une grande passion pour la musique : il possède une Minicassette, son passe-temps favori consiste à enregistrer des chansons chaâbi au cours de soirées, ou à se rendre dans les cinémas où passent des films hindous pour en enregistrer les chansons...
Un soir, de retour d'une veillée dans un mariage, il est agressé par un groupe de voleurs qui lui dérobent sa Minicassette. La perte de cet appareil va constituer une rupture dans le quotidien tranquille de Omar. Moh Smina, un de ses copains, fonctionnaire de son état mais aussi trafiquant en tous genre, va lui procurer une nouvelle Minicassette que Omar pourra payer avec facilités. Il lui offre en prime, une cassette vierge...
Ce soir-là, entrant en possession de l'appareil, Omar Gatlato, contrairement à tous ses copains ne reste pas longtemps au cercle du Mouloudia. Enfermé dans sa chambre, Omar essaie l'appareil. En enclenchant la cassette "vierge" que lui a fourni Moh Smina, Omar entend une voix, une voix de jeune fille qui dit quelque paroles...

## Fiche technique
- Scénario : Merzak Allouache
- Photographie : Smaïl Lakhdar-Hamina
- Musique : Ahmed Malek
- Montage : Moufida Tlatli
- Durée : 1 h 30 min
- Date de sortie : 1976
- Pays de production : Algérie
- Format : couleur (35 mm)
- Production : Office national pour le commerce et l'industrie cinématographique (Algérie)
- Date de sortie : 1977

## Distribution
- Boualem Bennani : Omar Gatlato
- Aziz Degga : Moh Smina
- Farida Guenaneche : Selma
- Rabah Bouchtal : Ali Cocomani
- Rabah Lechaa : Hamid Mechtak Maarifa
- Abdelkader Chaou : le chanteur
- Abdelkrim Baba-Aissa : Dahmane Bouftika (Crédité Krimo Baba Aissa)
- Arezki Nabti : l'oncle

## Prix
- Médaille d'argent au festival de Moscou en 1977
- Sélection à la Semaine de la Critique durant le Festival de Cannes 1977
- Prix au Festival international du film de Karlovy Vary en 1978

## Commentaires
- Pour la première fois, un film algérien décrit non plus les méfaits de la colonisation, les affres de la guerre d'indépendance, les troubles politiques, mais tout simplement la vie quotidienne des jeunes qui n'ont pas connu le passé douloureux de leur pays. Omar Gatlato, c'est une étude sociologique savoureuse et légère, réaliste pourtant, de la jeunesse algérienne d'aujourd'hui. L'heure n'est plus à l'amertume, mais au coup d'œil aigu et amusé. Cela vaut toutes les démonstrations.
- « Dans sa modestie, le film fixe avec talent et exactitude un moment de l'histoire de l'Algérie, où la frustration est encore vécue dans une certaine bonne humeur, peut être très provisoire. » (Jacques Lourcelles)
- Merzak Allouache raconte qu'il a pu tourner ce film car un réalisateur avait reporté son tournage et qu'il fallait atteindre le nombre de films à produire dans le planning annuel de l'Office du cinéma. Ce fut un tournage très rapide, avec beaucoup de non-professionnels, souvent issus de Bab El Oued. Le jour de la sortie, tout le quartier voulait le voir, mais les trois salles de cinéma de Bab-el-Oued ont montré un film indien. Elles ont été saccagées, et le lendemain, Omar Gatlato a été projeté[4].
- Sur le succès du film, il indique : « C’est à Cannes qu’on a commencé à dire que le film était une rupture avec le cinéma qui avait précédé. Moi, je refusais ça, je me disais que mon film était un film qui parlait d’autre chose, simplement »[4].